# مسابقات جهانی دو و میدانی ۱۹۸۷
مسابقات جهانی دو و میدانی ۱۹۸۷ (به انگلیسی: 1987 World Championships in Athletics) دومین دوره مسابقات جهانی دو و میدانی بوده‌است که در شهر رم، ایتالیا زیر نظر اتحادیه بین‌المللی فدراسیون‌های دو و میدانی برگزار شده است.
این مسابقات از ۲۸ اوت تا ۶ سپتامبر ۱۹۸۷ با حضور ۱٬۴۵۱ ورزشکار از ۱۵۹ کشور جهان انجام شده است.

## رشته‌های ورزشی
- ۱۰۰ متر
- ۲۰۰ متر
- ۴۰۰ متر
- ۸۰۰ متر
- ۱٬۵۰۰ متر
- ۵٬۰۰۰ متر
- ۱۰٬۰۰۰ متر
- ماراتون
- ۱۱۰ متر با مانع
- ۴۰۰ متر با مانع
- ۳٬۰۰۰ متر با مانع
- دو ۲۰ کیلومتر
- دو ۵۰ کیلومتر
- ۴x۱۰۰ متر امدادی
- ۴x۴۰۰ متر امدادی
- پرش ارتفاع
- پرش با نیزه
- پرش طول
- پرش سه‌گام
- پرتاب وزنه
- پرتاب دیسک
- پرتاب چکش
- پرتاب نیزه
- دهگانه

## مدال‌ها بر پایه کشور
| رتبه | کشور                | طلا | نقره | برنز | مجموع |
| ۱    | آلمان شرقی          | ۱۰  | ۱۱   | ۱۰   | ۳۱    |
| ۲    | ایالات متحده آمریکا | ۱۰  | ۴    | ۶    | ۲۰    |
| ۳    | اتحاد جماهیر شوروی  | ۷   | ۱۲   | ۶    | ۲۵    |
| ۴    | بلغارستان           | ۳   | ۰    | ۱    | ۴     |
| ۵    | کنیا                | ۳   | ۰    | ۰    | ۳     |
| ۶    | ایتالیا             | ۲   | ۲    | ۱    | ۵     |
| ۷    | بریتانیای کبیر      | ۱   | ۳    | ۴    | ۸     |
| ۸    | پرتغال              | ۱   | ۱    | ۰    | ۲     |
| ۹    | فنلاند              | ۱   | ۰    | ۰    | ۱     |
| ۹    | مراکش               | ۱   | ۰    | ۰    | ۱     |
| ۹    | نروژ                | ۱   | ۰    | ۰    | ۱     |
| ۹    | سومالی              | ۱   | ۰    | ۰    | ۱     |
| ۹    | سوئد                | ۱   | ۰    | ۰    | ۱     |
| ۹    | سوئیس               | ۱   | ۰    | ۰    | ۱     |
| ۱۵   | فرانسه              | ۰   | ۲    | ۱    | ۳     |
| ۱۶   | استرالیا            | ۰   | ۲    | ۰    | ۲     |
| ۱۷   | جامائیکا            | ۰   | ۱    | ۳    | ۴     |
| ۱۸   | آلمان غربی          | ۰   | ۱    | ۲    | ۳     |
| ۱۹   | چکسلواکی            | ۰   | ۱    | ۱    | ۲     |
| ۱۹   | اسپانیا             | ۰   | ۱    | ۱    | ۲     |
| ۱۹   | رومانی              | ۰   | ۱    | ۱    | ۲     |
| ۲۲   | جیبوتی              | ۰   | ۱    | ۰    | ۱     |
| ۲۲   | نیجریه              | ۰   | ۱    | ۰    | ۱     |
| ۲۴   | کوبا                | ۰   | ۰    | ۲    | ۲     |
| ۲۵   | بلژیک               | ۰   | ۰    | ۱    | ۱     |
| ۲۵   | برزیل               | ۰   | ۰    | ۱    | ۱     |
| ۲۵   | چین                 | ۰   | ۰    | ۱    | ۱     |